# En Vogue
En Vogue es un grupo musical femenino estadounidense de r&b/soul concebido por el dúo de producción Denzil Foster y Thomas McElroy. La formación original consistió de las cantantes Terry Ellis, Dawn Robinson, Cindy Herron y Maxine Jones.Formado en Oakland, California en 1989, En Vogue alcanzó el número dos en el Billboard Hot 100 con el sencillo "Hold On", que fue tomado de su álbum debut de 1990 Born To Sing. El siguiente álbum del grupo de 1992, Funky Divas, alcanzó el top 10 en los Estados Unidos y el Reino Unido, e incluyó sus éxitos "My Lovin' (You're Never Gonna Get It)", "Giving Him Something He Can Feel" y "Free Your Mind".
En 1996, "Don't Let Go (Love)" se convirtió en el tercer sencillo del grupo para llegar al número dos en los Estados Unidos, y se convirtió en su sexto número uno en la lista Hot R&B/Hip-Hop Songs. Robinson dejó el grupo en 1997 poco antes del lanzamiento de su tercer álbum EV3, que también llegó al top 10 de los Estados Unidos y Reino Unido. Jones abandonó el grupo en 2001 y fue reemplazado por Amanda Cole; Sin embargo, en 2003, Cole salió y fue reemplazado por Rhona Bennett durante la grabación de su álbum Soul Flower. En 2005, los miembros originales se unieron brevemente antes de separarse nuevamente. En 2009, los miembros originales se reunieron una vez más para su "En Vogue: 20th Anniversary". Poco después de la gira, Robinson y Jones nuevamente salieron de En Vogue, con Bennett reuniéndose con el grupo como un trío.
En Vogue ha vendido más de 20 millones de discos en todo el mundo hasta la fecha, y son consideradas a menudo uno de los mejores grupos vocales femeninos de todos los tiempos. El grupo ha ganado siete MTV Video Music Awards, tres Soul Train Music Awards, dos American Music Awards, y recibió siete nominaciones al Grammy. En diciembre de 1999, la revista Billboard clasificó a la banda como el decimonoveno grabador más exitoso de la década de 1990.En marzo de 2015, la revista Billboard nombró al grupo el noveno grupo de chicas más exitosas de todos los tiempos. Dos de los sencillos del grupo se clasifican en las canciones más exitosas de Billboard por grupos de chicas de todos los tiempos, "Don't Let Go (Love)" (puesto 12) y "Hold On" (puesto 23).

## Historia

### 1988–91: Inicios tempranos yBorn to Sing
Creado en Oakland, California en julio de 1989, En Vogue empezó con los miembros originales Cindy Herron, Maxine Jones, Dawn Robinson y Terry Ellis. La inspiración para el grupo vino cuando el dúo de la producción de Foster y de McElroy imaginó a un grupo moderno de chicas en la tradición de los tríos femeninos de las décadas de los 50s y los 60s. El plan era reclutar cantantes que poseían voces fuertes, notablemente buena apariencia, e inteligencia. Las audiciones se realizaron en 1988, con Herron, Jones y Robinson haciendo el corte final. Al igual que los grupos de chicas anteriores, En Vogue fue concebido originalmente como un trío, pero después de escuchar la audición de Ellis, Foster y McElroy decidió crear un cuarteto. Al principio, seleccionaron el nombre «For You». Cambiaron a «Vogue», pero finalmente se establecieron como En Vogue, al enterarse de que otro grupo ya había reclamado el apodo Vogue.
Después de formarse, el grupo comenzó a trabajar con sus productores en su álbum debut. La grabación comenzó en agosto de 1989 y terminó en diciembre del mismo año.
Born to Sing fue lanzado el 3 de abril de 1990. El álbum alcanzó el puesto número 21 en el Billboard 200  el número 3 en el Billboard's R&B Albums Chart. El primer sencillo, «Hold On»,  fue lanzado a la radio a finales de febrero de 1990 y se convirtió en un éxito pop de crossover, alcanzando el número 2 en el Billboard Hot 100 y el número 1 en las listas R&B singles y Hot Dance Music/Club Play. Posteriormente pasó a ocupar el puesto número 5 en el Reino Unido y se convirtió en un éxito en Europa. Los siguientes dos sencillos, «Lies» y «You Don't Have to Worry»,  fueron el número 1 en las listas R&B de Billboard, mientras que el cuarto y último sencillo, «Don't Go», figuró en el número 3 del Billboard R&B. El álbum fue posteriormente certificado triple platino por la RIAA..
«Hold On» fue galardonado con el Billboard Music Award por ser el «el sencillo número 1 de R&B del año», un Soul Train Music Awards por «sencillo R&B/urbano contemporáneo del año por un grupo, banda o dúo» y fue nominado a un Premio Grammy por el mejor desempeño vocal de R&B por un dúo o grupo. En 1990, En Vogue firmó un acuerdo de aprobación para aparecer en un comercial de Diet Coke dirigido por Spike Lee.

### 1992–94:Funky Divas,Runaway Lovey gira
El segundo álbum de En Vogue, Funky Divas, fue lanzado en la primavera de 1992. El álbum debutó en el número 8 en el Billboard 200 y número en el Billboard R&B y en última instancia duplicó la toma de su predecesor, llegando a ser multiplatino. Los dos primeros sencillos del álbum:: «My Lovin' (You're Never Gonna Get It)» y «Giving Him Something He Can Feel» ambos fueron top 10 en pop, y alcanzaron el primer lugar en las listas de. El siguiente sencillo, «Free Your Mind» también fu un top 10. los últimos dos sencillos «Give It Up Turn It Loose» y «Love Don't Love You» fueron éxitos en el top 40.
El álbum pasó a vender más de cinco millones de copias, ganó un American Music Award por "Álbum favorito de Soul/R&Bm," y fue nominado a cinco premios Grammy. El vídeo musical de «Free Your Mind» le valió al grupo tres MTV Video Music Awards por «Mejor coreografía», «Mejor vídeo de baile» y «Mejor vídeo de R&B». También fueron honradas con el prestigioso premio «Entertainer of the Year Award» de Soul Train. Además de esto, el grupo fue presentado en Rolling Stone, Entertainment Weekly, Essence y entre otras publicaciones importantes.
En el éxito de Funky Divas, un EP de seis canciones titulado Runaway Love fue lanzado en el otoño de 1993, generando el éxito «Runaway Love».
El grupo firmó un contrato de aprobación con Converse,  y fue presentado como un acto de apertura en la gira de Luther Vandross en 1993, Never Let Me Go. Inglaterra, Alemania, los Países Bajos y Francia estuvieron entre los numerosos países que visitaron y confirmarían la voz en vivo del grupo y su proeza. Sin embargo, según un artículo en la revista Vibe, Vandross (por su propia admisión en entrevistas) y su séquito se enfrentaron con las miembros de En Vogue durante la gira y juró no volver a trabajar con ellas después.
En Vogue también realizó numerosas apariciones en televisión en series como In Living Color, A Different World, Roc y Hangin' With Mr. Cooper (las dos últimas en las que también cantaron las canciones temáticas de los shows).
En 1993, En Vogue colaboró en el primer éxito top 10 de Salt-N-Pepa, «Whatta Man», del álbum Very Necessary de Salt-N-Pepa. La canción también apareció (ligeramente editada) en Runaway Love de En Vogue.

### 1994–98: La salida de Robinson yEV3
En 1995, En Vogue estuvo entre numerosas vocalistas femeninas que aparecen en la canción «Freedom» para la banda sonora de Panther. También en 1995, el miembro del grupo Terry Ellis grabó un álbum en solitario titulado Southern Gal, que consiguió un sencillo top 10 de R&B, «Where Ever You Are» (aunque «Back Down Memory Lane» también obtuvo un airplay significativo) y el grupo más tarde hizo un cameo en la película Batman Forever.
En 1996, En Vogue grabó «Don't Let Go (Love)» para la banda sonora de la película Set It Off. Lanzado en el otoño, se convirtió en el éxito más grande del grupo hasta la fecha; el sencillo alcanzó el número 2 en el Hot 100, número uno en la lista de sencillos de R&B, y fue certificado platino por la RIAA. Esto, inadvertidamente, también sería el sencillo final de En Vogue en presentar a Robinson. Una de las actuaciones finales de Robinson con sus compañeros de banda llegó en octubre de ese año, cuando el grupo cantó la versión final del Himno Nacional en la historia del Atlanta-Fulton County Stadium en Atlanta, que llegó en el quinto partido de la Serie Mundial de 1996.
En respuesta al gran éxito comercial de «Do not Let Go (Love)», el grupo se puso a trabajar firmemente en su tercer álbum. Cuando el álbum estaba a punto de terminar, Robinson decidió abandonar el grupo en abril de 1997 después de que las difíciles negociaciones contractuales alcanzaran un punto muerto. A pesar de la abrupta salida de Robinson, En Vogue decidió continuar como un trío (forzando al grupo a volver a grabar algunas de las canciones de su próximo álbum que originalmente la había presentado en voces principales).
EV3, el tercer álbum del grupo, fue lanzado en la primavera y debutó en el número 8 en las listas Billboard 200 y the Billboard R&B. El primer sencillo, escrito y producido por Babyface, «Whatever», pasó a convertirse en un éxito top 20 de pop, un éxito top 10 de R&B, mientras que también alcanzó el puesto 5 en la lista Hot Dance Music/Club Play. El 26 de agosto de 1997, el sencillo fue certificado oro por la the RIAA. El sencillo de seguimiento, «Too Gone, Too Long» (que fue producido por David Foster y escrito por Diane Warren) se presentó más modestamente, logrando sólo posicionarse en el top 40.
A pesar de ser platino certificado y de ser un álbum nominado para el premio de Grammy y un Soul Train Lady del Soul Award, las ventas de EV3 no cumplieron con las expectativas comerciales. Una gira mundial había sido planeada, pero fue cancelada.
En 1998, En Vogue grabó «No Fool No More»  para la banda sonora de la película, Why Do Fools Fall In Love, así como una versión de I Want A Monster to Be My Friend para el especial Elmopalooza de ABC.
Al año siguiente, un recopilatorio de grandes éxitos, The Best of En Vogue, fue lanzado.

### 2000–03:Masterpiece Theatrey nuevo miembro
Masterpiece Theatre, el cuarto álbum de estudio del grupo, fue lanzado en mayo de 2000. El título del álbum fue inspirado por Love Suite, que es una colección de canciones de Masterpiece Theatre que muestra notables composiciones de música clásica. El álbum debutó en el número 67 y 33 en las listas Billboard 200 y R&B Albums, respectivamente. Mientras que la Love Suite del álbum conseguiría elogios de los seguidores del grupo, «Riddle» fue el primer (y único) sencillo que salió a la venta y alcanzó el puesto número 92 y 95 en las listas Hot 100 y R&B. Como resultado de las malas ventas, En Vogue fue eliminado de la discografía Elektra Record.
En 2001, la miembro original Maxine Jones dejó el grupo para centrarse en su familia. Como resultado, Amanda Cole se unió al grupo. Ellis, Ellis, Herron y Cole lanzaron un álbum de Navidad, The Gift of Christmas. También grabaron y lanzaron su álbum en vivo Live in the USA en diciembre de 2002. Poco después del álbum de Navidad, Cole también dejó el grupo y fue reemplazado por la actriz Rhona Bennett. Mientras tanto, el primer CD solitario de Robinson, Dawn, fue lanzado el 29 de enero de 2002.

### 2004–07:Soul Flowery reunión improvisada
En 2004, En Vogue (ahora compuesta por Ellis, Herron y Bennett) lanzó Soul Flower en el discografía independiente 33rd Street Records. Mientras que el álbum falló a las listas del Billboard 200, logró alcanzar el número 47 en las listas de R&B. Los dos sencillos del álbum: «Losin' My Mind» y «Ooh Boy», sin embargo, no lograron entrar a las listas. El grupo se unió a Boyz II Men para fechas de conciertos seleccionados durante el verano de 2004. Ese mismo año En Vogue estuvo en la portada de la revista R&B Showcase. Durante la última parte de 2004, En Vogue recorrió Europa con Maxine Jones que se unió al grupo para ocupar el lugar de Cindy Herron, que estaba en licencia de maternidad.
En 2005, Herron y Robinson se unieron a En Vogue. Los cuatro originales firmaron con una de las firmas de administración más grandes de la industria, The Firm Management Group. Ese septiembre, se unieron a Salt-N-Pepa para la primera actuación pública conjunta de los grupos de chicas de su éxito en 1994, «Whatta Man» en el Hip Hop Honors de VH-1, y brevemente realizaron una gira. También ganaron otra nominación al Grammy por el sencillo «So What the Fuss», en el que figuran Stevie Wonder y Prince (en la guitarra). El grupo también apareció en el vídeo musical del sencillo. Después de no llegar a un acuerdo en términos de negocios, Robinson una vez más optó por defecto de En Vogue y Bennett regresó. Como resultado, En Vogue se dejó ir desde The Firm. En Vogue continuó realizando fechas en América del Norte con Terry Ellis, Maxine Jones, Cindy Herron y Rhona Bennett. Esta formación también vio el grupo volver a Europa y Japón para fechas de conciertos seleccionados. Durante este tiempo, En Vogue se asoció con la cantante belga Natalia para una canción llamada «Glamorous», donde los vocales de Rhona Bennett son destacados. El sencillo alcanzó el número 2 en las listas belgas y fue seguido por un lanzamiento en DVD del concierto, el cual fue doble platino.

### 2008–11: El regreso y salida de Robinson

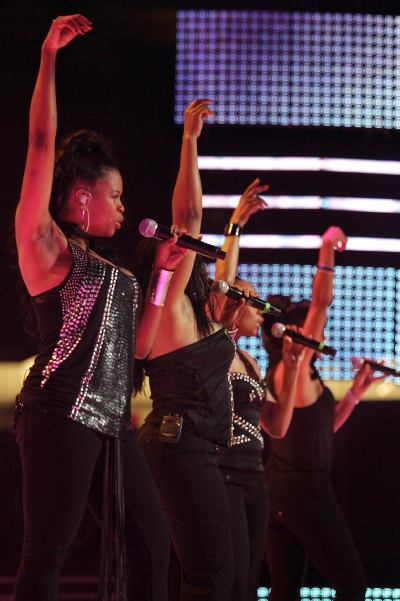
En Vogue cantando durante su gira de reunión (2009)

El 24 de junio de 2008, la alineación original de En Vogue apareció en los BET Awards, cantando con Alicia Keys, SWV y TLC como un homenaje a los grupos de chicas de los años noventa. Con especulaciones abultadas, En Vogue recibió el veintiocho mayor número de visitas en el sitio web de Rock on the Net para el mes de junio de 2008. Al mes siguiente, el grupo ascendió a la duodécima posición. A partir del 30 de junio, Robinson declaró a través de un sitio de fanes de En Vogue en Yahoo!, que de hecho había regresado a En Vogue. On El 6 de agosto, los miembros originales aparecieron en la estación de televisión de KTLA de Los Ángeles y anunciaron que se reunieron y realizarían fechas en todo el país durante la última parte de 2008. El cuarteto comenzó el Americana en Brand Concert Series en Glendale, California esa misma noche. Además, En Vogue se presentó en el 2009 en Essence Music Festival, en el Superdome de Luisiana en New Orleans. Siguen viajando por los Estados Unidos. En octubre de 2010, la banda realizó su primer espectáculo en el Reino Unido en 18 años en Londres.
El 26 de septiembre de 2011, se lanzó un nuevo sencillo llamado «I'll Cry Later» para seleccionar estaciones de radio contemporáneas de adultos urbanos. En diciembre de 2011, Dawn Robinson dejó En Vogue una vez más.

### 2012–15: Demanda, salida de Maxine Jones y Rhona Bennett
En marzo de 2012, una demanda fue presentada por Wells Fargo Bank contra Rufftown, Inc. por incumplimiento de contrato. El 8 de mayo, Cindy Herron anunció en su página oficial de En Vogue en Facebook, que no saldría ningún nuevo álbum. En Vogue realizó una en 2012. En junio de 2012, Rhona Bennett, que estaba llenando para la ausencia de Robinson anunció en su página de Facebook que ella estaba en ensayos con el grupo, insinuando que ella estaba reemplazando de nuevo a Robinson.
En agosto de 2012, Maxine Jones, así como Dawn Robinson, dejó el grupo y potencialmente podría grabar un álbum de grupo juntas. Durante este tiempo, agregaron al nuevo miembro Shaunté Usual a su alineación y filmaron una sesión de fotos. Herron y Ellis seguirían de gira como En Vogue con Rhona Bennett. También se anunció pronto que las miembros serían llevadas mutuamente a la corte por el uso del nombre En Vogue; un juez dictaminó que Herron y Ellis, como tenedores de la LLC del grupo, tenían derechos exclusivos al nombre del grupo. Herron y Ellis interpusieron un juicio contra Jones y Robinson, exigiendo 1 millón de dólares por el uso no autorizado del nombre, aunque finalmente se determinó que la solicitud de daños no tenía mérito, ya que Herron y Ellis no podían demostrar el daño hecho a la compañía por el uso de Jones del nombre (aunque Robinson fue nombrada en la demanda, ella no estaba directamente involucrada en la disputa, ya que ella había cedido sus derechos de usar el nombre mismo cuando ella se alejó de la LLC años antes).
A finales de 2012, Robinson y Jones anunciaron que estarían comenzando un nuevo grupo llamado «Heirs to the Throne». En 2013, Robinson decidió no comenzar un nuevo grupo con Jones y se unió al elenco del reality show R&B Divas: L.A.. A principios de 2013, Jones comenzó una gira con Alison Carney y Maria Freeman como su nueva línea de En Vogue, titulada En Vogue to the Max. Jones más tarde perdió el derecho a usar el nombre «En Vogue» y se embarcó en una carrera en solitario con su sencillo debut «Didn't I» estrenando en 2014. Posteriormente tuvo que declararse en quiebra debido a la demanda y la deuda.
En julio de 2014, En Vogue firmó con Pyramid Records. En noviembre de 2014, lanzaron An En Vogue Christmas. En el mismo mes, Robinson amenazó con demandar a Lifetime si emitían An En Vogue Christmas. En diciembre de 2014, En Vogue lanzó tres sencillos: «Emotions», «A Thousand Times» y «O Holy Night», que fueron ofrecidos en la película de Lifetime, An En Vogue Christmas.

### 2016–presente:Electric Caféy gira
El séptimo álbum de estudio completo de En Vogue, Electric Café, será lanzado durante el tercer trimestre de 2017 e incluirá contribuciones de Dem Jointz y del equipo de producción Foster & McElroy. Electric Café será una versión de eOne Music y tendrá una versión física y digital en iTunes, Amazon y Spotify. El sencillo promocional, «Deja Vu», fue lanzado el 4 de abril de 2016 seguido por el lanzamiento el 2 de mayo de 2017  del buzz-single «I'm Good».
For the Love of Music fue la sexta gira de conciertos de En Vogue y se anunció el 8 de febrero de 2017. La gira europea se lanzó el 6 de abril de 2017 en Dublín, Irlanda y concluyó en Bremen, Alemania el 25 de abril.
En febrero de 2025, En Vogue actuó en el NBA All-Star Game junto a otros artistas musicales Americanos como Saweetie, DJ Cassidy, Too Short y E-40. Con Maxine Jones reincorporándose al grupo, convirtiéndolo nuevamente en un cuarteto por primera vez desde 2011.

## Cronología de los miembros
| Miembros actuales - Terry Ellis (1989–presente) - Cindy Herron (1989-presente) - Maxine Jones (1989–2001), (2004-2012), (2025-presente) - Rhona Bennett (2003-2005), (2006-2008), (2012-presente) | Antiguos miembros - Dawn Robinson (1989–1997), (2005), (2008-2011) - Amanda Cole (2001–2003) |

## Discografía
- Born to Sing (1990)
- Funky Divas (1992)
- EV3 (1997)
- Masterpiece Theatre (2000)
- The Gift of Christmas (2002)
- Soul Flower (2004)
- Electric Café (2017)

## Giras
- Born To Sing Tour (1990)
- Funky Divas Tour (1992)
- EV3 Tour (1997)
- En Vogue Live! (2005)
- En Vogue: 20th Anniversary Tour (2010–11)
- For The Love of Music (2017)

## Filmografía

### Cine
| Año  | Título                | Papel                | Notas         |
| ---- | --------------------- | -------------------- | ------------- |
| 1995 | Tank Girl             | Modelos              | Cameo         |
| 1995 | Batman Forever        | Chicas en la esquina | Cameo         |
| 2014 | An En Vogue Christmas | Ellas mismas         | Rol principal |

### Televisión
| Año  | Título            | Papel                            | Episodio                                               |
| ---- | ----------------- | -------------------------------- | ------------------------------------------------------ |
| 1993 | In Living Color   | Ellas mismas                     | Episodio: «Stacy Koon's Police Academy»                |
| 1993 | A Different World | Charity, Faith, Henrietta y Hope | Episode: «Mind Your Own Business»                      |
| 1993 | Roc               | Las Divas del Centro             | 3 episodios                                            |
| 1994 | Sesame Street     | Ellas mismas                     | «Sesame Street's 25th Birthday: A Musical Celebration» |
| 1995 | Sesame Street     | Ellas mismas                     | Episodio: «Elmopalooza»                                |
| 1997 | The Wayans Bros.  | Ellas mismas                     | Episodio: «I Was En Vogue's Love Slave»                |